# Eodrepanus morgani
Eodrepanus morgani là một loài bọ cánh cứng trong họ Bọ hung (Scarabaeidae).